# Александр Рюб
Александр Рюб (нідерл. Alexander Rueb; 27 грудня 1882, Гаага — 02 лютого 1959, Гаага) — нідерландський юрист, громадський діяч, перший президент Міжнародної шахової федерації (ФІДЕ) у 1924—1949 роках.

## Біографія
В юності Александр Рюб брав участь у шахових турнірах, але без великих успіхів. Найбільшим досягненням  була перемога над майбутнім чемпіоном світу з шахів Максом Ейве у турнірній грі у 1922 році. Надалі, у 1924 році, А. Рюб представляв Нідерланди на Олімпійському шаховому турнірі в Парижі, але не дійшов до фіналу, посівши 39 місце серед 46 учасників.
У 1923 році А. Рюб був обраний головою Королівської шахової федерації Нідерландів, а у 1924 році, коли була заснована Міжнародна шахова федерація (ФІДЕ), став її першим президентом. Він поєднував обидві посади до 1928 року, коли відмовився від керівництва Королівською шаховою федерацією Нідерландів.
А. Рюб також відомий як бібліофіл шахових книг. Зібрана ним бібліотека постраждала під час Другої світової війни у 1945 році, але згодом була відновлена. Після його смерті, за заповітом, бібліотека була передана Амстердамському університету.
Значну увагу А. Рюб приділяв дослідженню ендшпілів, а також складанню шахових вправ. У період з 1949 по 1955 роки під його редакцією вийшла п'ятитомна праця про різновиди ендшпілів «De schaakstudie».
Він також відомий як суддя шахових турнірів та у 1951 році отримав звання міжнародного арбітра ФІДЕ.

## Президент ФІДЕ
Александр Рюб очолив ФІДЕ по її створенню у 1924 році. На той час володарі титулу чемпіона світу Хосе Рауль Капабланка та Олександр Альохін вважали, що ФІДЕ не повинна займатися організацією змагань за звання чемпіона світу. З цієї причини багато талановитих шахістів були позбавлені права претендувати на звання чемпіона світу.
Але за часів керівництва А. Рюба ФІДЕ започаткувала новий турнір — Всесвітню шахову олімпіаду, яка вперше відбулася у Лондоні у 1927 році.
Спочатку цей турнір проводився нерегулярно, але поступово набрав популярності.  